# Phrynobatrachus ungujae
Phrynobatrachus ungujae é uma espécie de anfíbio gimnofiono da família Phrynobatrachidae. Está presente na Tanzânia. A UICN classificou-a como em perigo de extinção.